# Capibaribe
Capibaribe je řeka v Brazílii, která představuje klíčovou dopravní tepnu státu Pernambuco. Je dlouhá 240 km a její povodí pokrývá plochu 5 880 km². Pramení v Serra de Jacarará nedaleko města Poção v nadmořské výšce 1 100 m a protéká městy Toritama, Santa Cruz do Capibaribe, Carpina a São Lourenço da Mata. V Recife se společně s řekou Beberibe vlévá do Atlantiku. Na břehu řeky se nachází Palácio do Campo das Princesas, kde sídlí pernambucká vláda. Capibaribe má 74 přítoků.
Horní tok leží ve vyprahlé oblasti Polígono das secas, kde koryto občas úplně vysychá, podél dolního toku se nachází úrodná půda s plantážemi cukrové třtiny. Husté osídlení a intenzivní průmyslová činnost jsou příčinou silného znečištění vody v Capibaribe.
Název pochází z jazyka tupí a znamená „řeka kapybar“. Podle řeky je pojmenován sportovní klub Clube Náutico Capibaribe a 24. listopad se v Recife oslavuje jako svátek řeky. João Cabral de Melo Neto napsal o Capibaribe oslavnou báseň.